# نهائي كأس الدرجة الثالثة التايلاندية 2025
نهائيات كأس الدوري التايلاندي الثالث لعام 2025 بمثابة تتويج لكأس الدوري التايلاندي الثالث 2024–25 ‏، النسخة الثانية من مسابقة خروج المغلوب لكرة القدم في تايلاند التي نظمها اتحاد كرة القدم في تايلاند (FA Thailand). أقيمت المباراة النهائية على ملعب بي جي في باثوم ثاني، تايلاند، في 19 أبريل 2025، بين ثونبوري يونايتد ‏ وسونغكلا. كما شهدت هذه المباراة النهائية أيضًا المرة الأولى التي تم فيها تطبيق نظام حكم الفيديو المساعد (VAR) في المسابقة، مما أضاف طبقة إضافية من دقة التحكيم إلى المباراة الحاسمة.
على الرغم من أن ثونبوري يونايتد يقع مقره في بانكوك، عاصمة تايلاند، إلا أنه تنافس في المنطقة الغربية من الدوري التايلاندي الثالث 2024–25 ‏ بسبب نظام التوازن الإقليمي للدوري. وكانت رحلتهم إلى النهائي بمثابة شهادة على قدرتهم على الصمود وانضباطهم التكتيكي. حملت سونغكلا، ممثلة المنطقة الجنوبية، فخر المقاطعة التي تحمل اسمها إلى المباراة الحاسمة، سعياً للحصول على الاعتراف الوطني. جمعت هذه المباراة النهائية فريقين من خلفيات إقليمية متميزة، حيث تنافس كل منهما على اللقب المرموق ومكان في تاريخ البطولة.

## الطريق إلى النهائي
ملاحظة: في جميع النتائج أدناه، يتم إعطاء درجة المتأهل للنهائي أولاً (H: المنزل؛ A: خارج الأرض؛ N: الأندية من المنطقة الشمالية؛ C: الأندية من المنطقة الوسطى؛ NE: الأندية من المنطقة الشمالية الشرقية؛ E: الأندية من المنطقة الشرقية؛ W: الأندية من المنطقة الغربية؛ S: الأندية من المنطقة الجنوبية.
| م | الفريق                       | لعب | نقاط |
| - | ---------------------------- | --- | ---- |
| 1 | ثونبوري يونايتد [الإنجليزية] | 4   | 12   |
| 2 | Samut Sakhon City            | 4   | 9    |
| 3 | Thap Luang United            | 4   | 8    |
| 4 | Maraleina                    | 4   | 7    |
| 5 | VRN Muangnont                | 4   | 6    |

| م | الفريق               | لعب | نقاط |
| - | -------------------- | --- | ---- |
| 1 | Phatthalung          | 4   | 9    |
| 2 | سونغكلا [الإنجليزية] | 4   | 8    |
| 3 | Muang Trang United   | 4   | 8    |
| 4 | Satun                | 4   | 7    |
| 5 | PSU Surat Thani City | 4   | 4    |

### ثونبوري يونايتد
تأهل فريق ثونبوري يونايتد إلى مرحلة خروج المغلوب في كأس الدوري التايلاندي الثالث 2024–25 باعتباره الفريق الأول من المنطقة الغربية. على الرغم من أن مقره يقع في بانكوك، إلا أن النادي تنافس في المنطقة الغربية بسبب نظام التوازن الإقليمي للدوري. واختتم الفريق مشواره في الدوري بسجل مثالي، حيث فاز في جميع مبارياته الأربع وحصل على 12 نقطة. في مرحلة الدوري، بدأ فريق ثونبوري يونايتد حملته بفوز خارج أرضه بنتيجة 1–0 ضد فريق في آر إن موانجنونت، بفضل هدف من بودا هنري إسماعيل. وفي مباراتهم الثانية، حققوا فوزًا على أرضهم بنتيجة 2–1 على نونثابوري يونايتد، حيث سجل إسماعيل كلا الهدفين. واصلوا هيمنتهم بفوز مقنع 3–0 خارج أرضهم على ساموت سونغخرام سيتي، حيث وجد كيتيبونج سيانبونج، وإيمرسون دا سيلفا تافاريس، وإسماعيل (عن طريق ركلة جزاء) الشباك. كانت مباراتهم الأخيرة في مرحلة المجموعات فوزًا ساحقًا بنتيجة 6–0 على أرضهم ضد مدينة هوا هين، حيث سجل إسماعيل (2)، وكونجبوب سريراك، وفينيت فوتونج، وتاناوات سريلاساك، وتافاريس أهدافًا.
بعد تقدمه باعتباره المصنف الأول من المنطقة الغربية، دخل فريق ثونبوري يونايتد مرحلة خروج المغلوب في دور الـ16، حيث واجه برايم بانكوك من المنطقة الوسطى. حققوا فوزًا خارج أرضهم بنتيجة 2–1، بهدفين من بيافونج فرويكسوبي وكيتيبونج سيان فونج. وفي ربع النهائي، سافر فريق ثونبوري يونايتد لمواجهة فريق سايميت كابين يونايتد من المنطقة الشرقية. وقد خرجوا منتصرين بنتيجة 2–1، بفضل أهداف سوراديت كلانكام وناراثيب كرويارانيا ‏. أقيمت مباريات الدور نصف النهائي على مباراتين ضد فريق ساموت ساخون سيتي من المنطقة الغربية. حقق ثونبوري يونايتد فوزًا حاسمًا 1–0 خارج أرضه في مباراة الذهاب، حيث سجل ياناتات واناتونج الهدف الحاسم. وفي مباراة الإياب، تعادلا 1–1 على أرضهما، وسجل فريوكسوبي هدفًا. كانت النتيجة الإجمالية 2–1 هي التي أرسلت فريق ثونبوري يونايتد إلى النهائي.

### سونغكلا
تأهل سونغكلا إلى مرحلة خروج المغلوب في كأس الدوري التايلاندي الثالث 2024–25 بعد حصوله على المركز الثاني في المنطقة الجنوبية، وحصل على 8 نقاط من فوزين وتعادلين. بدأت مشوارهم في مرحلة الدوري بفوز 2–0 على أرضهم على كرابي، بهدفين من عبد الحفيظ نيبو وأنوة عليماما. وتبع ذلك فوزهم 1–0 خارج أرضهم على ساتون، وكان الهدف الوحيد الذي سجله بورنثيب هيملا. في مباراتهم الثالثة، تعادلوا 1–1 على أرضهم ضد موانج ترانج يونايتد، وجاء هدف التعادل من هدف ذاتي سجله كريدسادا ليمسيبوت. واختتموا مرحلة المجموعات بالتعادل السلبي خارج أرضهم أمام باتاني.
عند دخول مرحلة خروج المغلوب، استضاف سونغكلا جامعة كاسيم بونديت من المنطقة الوسطى في دور الـ16، وحقق فوزًا ضيقًا 1–0 من خلال هدف من اليمامة. وفي ربع النهائي، واجه سونغكلا فريق خون كاين من المنطقة الشمالية الشرقية. بعد التعادل السلبي في الوقت الأصلي، امتدت المباراة إلى الوقت الإضافي، حيث خرج سونغكلا بفوز 2–1، بفضل هدفين حاسمين من سوكري إتاي. وفي الدور نصف النهائي، خاض فريق سونغكلا مباراة من مباراتين ضد فريق فيتسانولوك من المنطقة الشمالية. وفي مباراة الذهاب على أرضهم، فازوا بنتيجة 2–1 بهدفين من جوناتان برناردو وراميرو ليزاسو. وفي مباراة الإياب خارج أرضهم، تعادلوا 0–0 مع فيتسانولوك، وفازوا بالمباراة 2–1 في مجموع المباراتين ليحجزوا مكانهم في النهائي.

## المباراة

### التفاصيل
| ثونبوري يونايتد [الإنجليزية]                                                                                | 0–0 (ب.و.إ.)                | سونغكلا [الإنجليزية]                                                                              |
| --- | --------------------------- | ------------------------------------------------------------------------------------------------- |
| | تقرير الملخص المباراة كاملة |                                                                                                   |
| ركلات الترجيح                                                                                               |                             |                                                                                                   |
| كيتيبونج سيانجبونج · سيراكورن بيمباوثام · فينيت فوثونغ · ياناتات واناتونغ · ساراوت بونرود · كونغ بوب سريراك | 5–4                         | بورنثيب هيملا · سوتيبونغ يايفاي · نوباروت راكساكوم · تشاناتيب كرينارا · سنان سامالا · سوكرا إيتاي |

| ثونبوري يونايتد | سونغكلا |

| التشكيلة:          |     |                                                |     |      |
| GK                 | '46 | فاشاراثون تشاليرمتيت                           |     |      |
| RB                 | '16 | سيراكورن بيمباوثام                             |     |      |
| CB                 | 17  | تشاتورونج لونجسريفوم (قائد الفريق (كرة القدم)) | 64' |      |
| CB                 | 4   | كيتيبونج سيانج بونج                            |     |      |
| LB                 | 66  | باتشانون سوفيت                                 |     | 86'  |
| DM                 | '33 | كونانون باوثونج                                |     | 106' |
| CM                 | 7   | سوراديش كلانكهام                               | 70' | 115' |
| CM                 | '25 | سورة سورياتشاي                                 |     |      |
| RF                 | 24  | ناراثيب كرويارانيا [الإنجليزية]                |     | 68'  |
| CF                 | 11  | تاناساب سريكوتاباتش                            |     | 86'  |
| LF                 | 10  | بيافونغ فرويكسوبي                              | 27' | 111' |
| البدلاء:           |     |                                                |     |      |
| GK                 | '43 | باتارابونج باشارون                             |     |      |
| DF                 | 5   | سارايوت كونجكول                                |     |      |
| DF                 | '22 | بيرابونج نجاوانفلوب                            |     | 115' |
| DF                 | '53 | ساروت بونرود                                   |     | 86'  |
| MF                 | 8   | ثاناكورن ووهارنكلونج                           |     | 86'  |
| MF                 | '14 | أفيتشاي كوبيمبا                                |     |      |
| MF                 | '19 | كونغبوب سريراك                                 |     | 106' |
| MF                 | '23 | ثاناوات سريلاساك                               |     |      |
| MF                 | '31 | بورامات سيلوروت                                |     |      |
| MF                 | '67 | سيريمونغكون خونبانبرنغ                         |     |      |
| MF                 | 89  | ياناتات واناتونغ                               |     | 68'  |
| FW                 | 28  | فينيت فوثونج                                   |     | 111' |
| المدرب:            |     |                                                |     |      |
| بيتبراسيرت جانجشام |     |                                                |     |      |

| التشكيلة:    |     |                                           |        |       |
| GK           | '46 | سوراوات فوسامان                           |        |       |
| RB           | '66 | سنان سمالا                                |        |       |
| CB           | 5   | عبد الحفيظ نيبو (قائد الفريق (كرة القدم)) |        |       |
| CB           | '36 | تشانتشون جومكاو                           |        |       |
| LB           | 2   | محمدبرهان أواي                            | 93'    |       |
| RM           | 20  | أنوا اليمامة                              |        | 102'  |
| CM           | 38  | رضوان روانجتشواي                          | 45+3'  | 90+1' |
| CM           | 28  | أمنيوي نويون                              | 105+1' |       |
| LM           | '22 | ثيرافونج يانجدي                           |        | 40'   |
| SS           | 10  | راميرو ليزاسو                             |        | 102'  |
| CF           | 9   | جوناثان برناردو                           |        | 90+1' |
| البدلاء:     |     |                                           |        |       |
| GK           | '25 | ناتابات وانامات                           |        |       |
| GK           | '50 | تايلاند                                   |        |       |
| DF           | 4   | سيتيتشاي شيمروانغ                         |        |       |
| DF           | '31 | سوباكون فيترات                            |        |       |
| DF           | '42 | فانيتان بيوانجكيو                         |        |       |
| DF           | 96  | شاناتيب كرينارا                           |        | 102'  |
| MF           | 6   | نوباروت راكساتشوم                         |        | 102'  |
| FW           | 7   | سوتيبونج يايفاي                           |        | 90+1' |
| FW           | 11  | بورنثيب هيملا                             |        | 40'   |
| FW           | 13  | سوكرا إيتاي                               |        | 90+1' |
| FW           | 91  | بيربات كانثا                              |        |       |
| المدرب:      |     |                                           |        |       |
| ديكي هيجوتشي |     |                                           |        |       |

الحكام المساعدون:

 راوت نكاريت

 أبيشيت نوفوان

الحكم الرابع:

 ثاباكورن ثونجكون

'حكم الفيديو المساعد:

 سيفاكورن بو أودوم

 نثافون مالا

مراقب المباراة:

 ويسود برويسابانشا

مقيم الحكام:

 ناث سريساوفالوك

المنسق العام:

 بيشافون سواناجود
| قواعد المباراة - 90 دقيقة. - 30 دقيقة وقت إضافي إذا لزم الأمر. - ركلات جزاء ترجيحية إذا لزم الأمر. - الحد الأقصى 6 تبديلات (5 تبديلات خلال 90 دقيقة وتبديل واحد خلال 30 دقيقة وقت إضافي). |

## الفائز
| كأس الدوري التايلاندي 2024–25 الفائزون   |
| ---------------------------------------- |
| ثونبوري يونايتد [الإنجليزية] اللقب الأول |

### جوائز البطل
- كأس البطل.
- جائزة مالية قدرها 3،000،000 بات تايلاندي.

### جوائز الوصيف
- جائزة مالية قدرها مليون بات تايلاندي.

## وصلات خارجية
- الموقع الرسمي للدوري التايلاندي